# Ærø
 Ovo je glavno značenje pojma Ærø. Za druga značenja pogledajte Ærø (razdvojba).
Ærø je danski otok južno od otoka Fyna u regiji Južna Danska. Ime mu na danskom znači Otok javora. Reljef je brežuljkast, za razliku od ostatka Danske koji je ravničarski. Upravno središte otoka je povijesni gradić Ærøskøbing, ali je najveći grad i gospodarski centar Marstal. Značajno je da Ærø sve svoje energetske potrebe dobiva od solarne energije i smatra se najvećom svjetskom površinom koja se koristi solarnom energijom. Otok 40% energije dobiva iz obnovljivih izvora.